# Francis E. McGovern

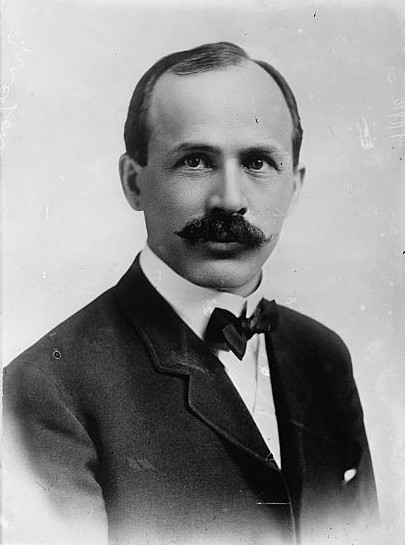
Francis E. McGovern (1910)

Francis Edward McGovern (* 21. Januar 1866 bei Elkhart Lake, Sheboygan County, Wisconsin; † 16. Mai 1946 in Milwaukee, Wisconsin) war ein US-amerikanischer Politiker und von 1911 bis 1915 der 22. Gouverneur des Bundesstaates Wisconsin.

## Frühe Jahre und politischer Aufstieg
McGovern besuchte bis 1890 die University of Wisconsin. Danach arbeitete er als High-School-Lehrer in Brodhead und Appleton. Gleichzeitig absolvierte er ein Jurastudium und wurde im Jahr 1897 als Rechtsanwalt zugelassen. Danach eröffnete er in Milwaukee eine Anwaltskanzlei.
Politisch gehörte McGovern dem progressiven Flügel der Republikanischen Partei an. Zwischen 1905 und 1909 war er Bezirksstaatsanwalt im Milwaukee County. In dieser Zeit klagte er einige Personen der Stadtverwaltung wegen Korruption an. Im Jahr 1908 bewarb sich McGovern erfolglos um einen Sitz im US-Senat. Mit Hilfe des früheren Amtsinhabers Robert La Follette gelang ihm im Jahr 1910 die Wahl in das Amt des Gouverneurs, wobei er sich mit 50,6 Prozent der Stimmen gegen den Demokraten Adolph H. Schmitz durchsetzte.

## Gouverneur von Wisconsin
McGovern trat sein neues Amt am 2. Januar 1911 an. In seiner ersten Amtszeit wurden weitere progressive Reformen in Wisconsin durchgeführt. Damals gab es neue Arbeitsschutzgesetze sowie Neuregelungen der Kinder- und Frauenarbeit. Der Gouverneur ging auch gegen die Korruption vor und reformierte die Einkommensteuer. Außerdem wurde eine Straßenbaubehörde (Highway Commission) gegründet und erste Umweltschutzgesetze zum Schutz der Wälder und der Gewässer wurden erlassen.
Seit dem Jahr 1912 kam es zu einem politischen Konflikt zwischen McGovern und seinem einstigen Mentor Robert La Follette. Der Grund war einerseits schlichte Rivalität zwischen zwei einflussreichen Politikern, aber auch ein Disput um die Frage der republikanische Präsidentschaftskandidatur des Jahres 1912. McGovern unterstützte Theodore Roosevelt, was ihm La Follette verübelte. Trotz seiner Wiederwahl zum Gouverneur im Jahr 1912 konnte er in seiner zweiten Amtszeit kaum noch erfolgreich regieren, weil La Follette und seine Anhänger ihm das Leben schwer machten. Diese verhinderten im Jahr 1914 auch eine mögliche Wahl McGoverns in den US-Senat.

## Weiterer Lebenslauf
Während des Ersten Weltkrieges war McGovern als Militäranwalt tätig. Danach war er wieder Anwalt in Milwaukee. Er blieb aber auch weiterhin politisch interessiert, wechselte in den 1930er Jahren zur Demokratischen Partei über und unterstützte die Politik von Präsident Franklin D. Roosevelt. In den 1930er Jahren war er auch Vorsitzender eines Ausschusses in Wisconsin, der sich mit der Kriminalität und der Strafrechtsordnung befasste (Committee on Crime and Criminal Justice). Im Jahr 1940 bewarb er sich als Kandidat der Demokraten erfolglos um das Amt des Gouverneurs: Hinter dem siegreichen Republikaner Julius P. Heil und Orland Steen Loomis von der Wisconsin Progressive Party belegte er lediglich den dritten Platz. Francis McGovern starb im Mai 1946.